# Xylocopa similis
Xylocopa similis är en biart som beskrevs av Smith 1874. Xylocopa similis ingår i släktet snickarbin, och familjen långtungebin. Inga underarter finns listade i Catalogue of Life.